# Conus dilectus
Conus dilectus é uma espécie de gastrópode do gênero Conus, pertencente à família Conidae.